# Leonardo Della Torre
Il Serenissimo Leonardo Della Torre (Genova, 1570 – Genova, 16 agosto 1651) fu il 100º doge della Repubblica di Genova.

## Biografia

### Primi anni
Nativo del capoluogo ligure nel 1570, ebbe il suo primo incarico istituzionale nel magistrato di Terraferma, organo di stato preposto al controllo dei giudizi e dei tribunali della Repubblica di Genova nelle controversie e cause contro lo stato genovese. Per le sue qualità di diplomatico, assieme ad altri esponenti nobiliari genovesi, fu incaricato dell'accoglienza a Genova del cardinale Francesco Sforza - quest'ultimo in viaggio dalle Fiandre - o ancora del sovrano "cattolico" del Giappone (un evento a dir poco straordinario e inedito per Genova) di passaggio nella capitale ligure verso Roma.
Nel corso del 1618 venne eletto nell'organo statale dei sindacatori supremi - ufficio che aveva il compito di controllare, vigilare e valutare l'operato dogale e dei suoi collaboratori - e per due bienni consecutivi alla carica di senatore della Repubblica; nello stesso periodo rifiutò l'ennesima ambasceria presso la corte papale di Urbano VIII.

### Il dogato
Il 30 giugno del 1631 la sua persona, che fu ancora sindacatore supremo e senatore, venne scelta dal Gran Consiglio per guidare la massima carica dello stato: la cinquantacinquesima in successione biennale e la centesima nella storia repubblicana.
Il suo dogato fu ricordato nelle cronache genovesi principalmente per la trattativa di pace che avviò con il Ducato di Savoia, ed in particolare con il duca Vittorio Amedeo I di Savoia, anche grazie all'interessamento della corona di Spagna che inviò a Genova il cardinale Ferdinando d'Austria dove trovò ospitalità presso la tenuta di Fassolo dei Doria.
Terminò il mandato biennale il 30 giugno 1633, ma fino alla morte, sopraggiunta nel 1651, continuò a servire lo stato in incarichi ufficiali. Deceduto a Genova il 16 agosto, il suo corpo dovrebbe aver avuto sepoltura all'interno della (non più esistente) chiesa di San Domenico.
Si sposò con Antonia Invrea.